# Peucedanum sulcatum
Peucedanum sulcatum är en flockblommig växtart som beskrevs av Carl Fredrik Nyman. Peucedanum sulcatum ingår i släktet siljor, och familjen flockblommiga växter. Inga underarter finns listade i Catalogue of Life.